# Santa Maria in Vincis
Santa Maria in Vincis, även benämnd Santa Maria de Guinizo, Santa Maria in Monte Caprino och Santa Maria dei Saponari var en kyrkobyggnad i Rom, helgad åt Jungfru Maria. Kyrkan var belägen mellan dagens Via del Teatro di Marcello och Via di Monte Caprino, väster om Capitolium, i Rione Campitelli. 
Tillnamnet ”Vincis” (jämför latinets vincio ’binda’, ’fängsla’, ’slå i bojor’) antas åsyfta de bojor med vilka interner i ett närbeläget fängelse fjättrades. Enligt en annan teori är ”vincis” en förvrängning av familjenamnet Guinizi. Enligt en tredje teori kommer ”vincis” av vinci eller vimini, som syftar på vide eller sälg som repslagarna i grannskapet använde för att tillverka sina rep. 

## Kyrkans historia
Kyrkan omnämns för första gången i Catalogo di Cencio Camerario, en förteckning över Roms kyrkor, sammanställd av Cencio Savelli år 1192 och bär där namnet sce. Marie de Guinizzo.
I slutet av 1500-talet blev Santa Maria in Vincis församlingskyrka och år 1604 överläts kyrkan åt Confraternita dei Saponari, tvåltillverkarnas skrå, som benämnde kyrkan Santa Maria dei Saponari. Skrået lät genomföra en genomgripande restaurering av kyrkan och beställde bland annat en fresk som föreställde hur aposteln Johannes kokas levande i en kittel med olja.
Kyrkan var enskeppig med absid och hade en kampanil. Fasaden hade bland annat joniska pilastrar med festongkapitäl. Innertaket i trä var målat i guld och blått.
Under 1920-talet företogs en omfattande friläggning av Capitolium-kullen och i stort sett hela bebyggelsen mellan Santa Maria in Aracoeli och Marcellusteatern – såväl sakrala som profana byggnader – revs. Kyrkan Santa Maria in Vincis demolerades år 1929. Vid rivningsarbetena påträffades vid absiden rester av fresker som kunde dateras till 1200-talet. Dessa fresker finns numera i Museo di Roma. Kampanilens klocka överfördes till kyrkan Santa Maria Addolorata vid Piazza Buenos Aires, vilken konsekrerades år 1930.

## Omnämningar i kyrkoförteckningar
| Katalog                      | År         | Benämning                        |
| ---------------------------- | ---------- | -------------------------------- |
| Catalogo di Cencio Camerario | 1192       | sce. Marie de Guinizzo           |
| Il Catalogo Parigino         | cirka 1230 | s. Maria de Guinosa              |
| Il Catalogo di Torino        | cirka 1320 | Ecclesia sancte Marie de Guiniço |
| Il Catalogo del Signorili    | cirka 1425 | sce. Marie in Grumezo            |

## Bilder
| - Santa Maria in Vincis (nummer 178 vid den röda pilen) på Giovanni Battista Faldas vy över Rom från år 1676. Kyrkan är belägen mellan Rupe Tarpea och Piazza Montanara. Observera kampanilen. |